# Fabien Lamatina
Fabien Lamatina est un footballeur français né le 3 juillet 1985 à La Seyne-sur-Mer.

## Biographie
Formé à l'OGC Nice, Fabien Lamatina est finaliste de la Coupe Gambardella en 2002 face au FC Nantes. En juin 2004 il remporte le titre de champion de France des 18 ans en battant l'Olympique lyonnais en finale. Il signe son premier contrat professionnel en 2005. 
Mais n'apparaissant jamais dans le onze niçois, il s'engage en 2006 avec le club espagnol du Racing Ferrol alors en Segunda Division B (D3). Club avec lequel il décroche la montée en Liga Adelante (D2). Toutefois le Racing Ferrol ne réussit pas à se maintenir et redescend en D3 à l'issue de la saison.
En fin de contrat après trois bonnes saisons en Espagne, Fabien décide de rentrer en France à l'été 2009, et s'engage au Stade lavallois. Club où il évolue pendant deux saisons. En juin 2011, en fin de contrat, il se retrouve sans club.
Le 30 décembre 2011, il s'engage avec l'US Marignane, club de CFA, pour six mois. Il y jouera sept saisons, marquant 25 buts en 158 matches.

## Carrière
- 2001-2006 : OGC Nice  France (CFA)
- 2006-2009 : Racing Ferrol  Espagne (D2 / D3)
- 2009-2011 : Stade lavallois  France (L2)
- 2012-2018 : US Marignane  France (CFA)